# エミリアーノ・モンドニコ
エミリアーノ・モンドニコ（Emiliano Mondonico,1947年3月9日 - 2018年3月29日）は、イタリアのリヴォルタ・ダッダ出身の元サッカー選手でサッカー指導者。

## 経歴
選手時代は主にUSクレモネーゼでプレーした。監督としてトリノFCを率いた1991-92年シーズン、チームを初の欧州カップ決勝進出となるUEFAカップ決勝進出させると、1991-92年にはコッパ・イタリアの優勝に導き、2018年にはトリノの殿堂入りを果たした。
その他SSCナポリ、アタランタBC、ACFフィオレンティーナなどの指揮官を務めた。

## 獲得タイトル
トリノ
- ミトローパ・カップ : 1991
- コッパ・イタリア : 1992-93
- UEFAカップ準優勝 : 1991-92
- トリノFCの殿堂 : 2018